# Santiago (Washington)
Santiago az Amerikai Egyesült Államok északnyugati részén, Washington állam Grays Harbor megyéjében, a Quinault rezervátum területén elhelyezkedő statisztikai település. A 2010. évi népszámlálási adatok alapján 42 lakosa van.